# Ladislav Žilák
Ladislav Žilák (30. srpna 1921 Poltár – 29. června 1944 Roskilly) byl slovenský palubní radiotelegrafista a střelec 311. československé bombardovací perutě.

## Život

### Před druhou světovou válkou
Ladislav Žilák se narodil 30. srpna 1921 v Poltáru na jižním Slovensku v rodině Jozefa Žiláka a Zuzany, rozené Beracké. Po jeho narození se rodina přestěhovala do Kokavy nad Rimavicou, kde navštěvoval základní školu. V roce 1927 jeho matka odešla do Argentiny, kam jí Ladislav se svým bratrem Ľudovítem v roce 1935 následovali, když do té doby žili u jejích rodičů.

### Druhá světová válka
Dne 9. dubna 1942 se Ladislav Žilák přihlásil do Royal Air Force a přidělen k 311. československé bombardovací peruti. Absolvoval výcvik na palubního radiotelegrafistu a poté byl zařazen k 311. československé bombardovací peruti. Účastnil se protiponorkových hlídkových letů na oceánem. Dne 29. června 1944 startoval k dalšímu operačnímu letu ve stroji Consolidated B-24 Liberator GR Mk.V BZ754 J pod velením Františka Naxery z letiště Predannack v Cornwallu. Letoun během vzletu havaroval a zřítil se u osady Roskilly. Kromě radiotelegrafisty Františka Bebeňka celá posádka zahynula. Pohřben byl na hřbitově v Helstonu. Dosáhl hodnosti četaře.

## Posmrtná ocenění
- Ladislav Žilák byl in memoriam povýšen do hodnosti majora
- Dne 17. září 2022 byl Ladislavu Žilákovi při příležitosti Dní města Poltár odhalen pomník